# Мел Брукс
Мел Брукс (на английски: Mel Brooks, роден като Мелвин Камински) е американски писател, композитор, писател на текстове за песни, комедиант, актьор, продуцент и режисьор. Той е най-добре познат като създател на комедии и комедийни пародии и е сред малкото артисти, печелили всичките четири най-престижни награди „Оскар“ (за кино), „Еми“ (за телевизия), „Грами“ (за музика) и „Тони“ (за театър).

## Биография
Мел Брукс е роден на 28 юни 1926 г. в Бруклин, САЩ, под името Малвин Камински. Негови родители са полякът Максимилиан Камински и еврейката Кати Брукман.
Брукс е женен за Флоренция Баум от 1951 до 1961 година. Бракът им завършва с развод. Мел и Флоренция имат три деца: Стефани, Ники и Еди. След това Брукс е женен за актрисата Ан Банкрофт от 1964 до нейната смърт от рак на 6 юни 2005. Имат син – Максимилиан, роден през 1972 г.

## Частична филмография

### Сценарист и режисьор
- 1968: Продуцентите
- 1970: Дванадесетте стола, също актьор (като чистача Тихон)
- 1974: Младият Франкенщайн, също актьор (като Върколак / Котка, ударена от дарт / глас на Виктор Франкенщайн)
- 1974: Пламтящи седла, също актьор (като губернатор Уилям Дж. Льо Петомен / Индиански вожд)
- 1977: Страх от височини, също актьор (като д-р Ричард Торндайк)
- 1981: История на света: Част I, също продуцент и актьор (като Моисей / Комикус / Томас де Торквемада / Пис-бой / Луи XVI
- 1987: Космически топки, също продуцент и актьор (като великият майстор Йогурт / президентът Скруб)
- 1993: Робин Худ: Мъже в чорапогащи, също продуцент и актьор (като равин Тукман)
- 1995: Дракула: мъртъв и доволен, също продуцент и актьор (като Ейбрахам Ван Хелсинг)

### Други
- ок. 1960: 2000-годишен човек, актьор
- 1986: Мухата, продуцент
- 2005: Продуцентите, продуцент